# Sinopliosaurus fusuiensis
Sinopliosaurus fusuiensis (лат.) — сомнительный вид (nomen dubium) динозавров-спинозаврид, относимый к роду Sinopliosaurus лишь формально.
Обитал на территории современного Китая, появился в аптском веке мелового периода (125,45 млн лет назад) и вымер в альбском веке того же периода (112,6 млн лет назад).

## История изучения
В 1975 году в статье «Fossil reptiles from Fusui, Kwangshi», опубликованной палеонтологами Л. Х. Хоу, Х. К. Ехом, Кс. Дж. Чжао, были описаны четыре изолированных фоссилизированных зуба, обнаруженных в формации Синлун, где часто находят изолированные зубы, располагающейся в Гуанси-Чжуанском автономного районе Китая. Они были классифицированы, как принадлежащие плиозавриду Sinopliosaurus, жившему во времена нижнеюрской эпохи и известному только по окаменелым конечностям.
Тем не менее, в 2008 году Эрик Буффетаут исследовал зубы и выяснил, что на самом деле они принадлежат неописанному спинозавриду. Динозавр так и не получил переописания из-за недостатка материала.

## Описание
Из четырёх зубов Sinopliosaurus fusuiensis три обладают довольно плохой сохранностью, и поэтому описание было основано на наиболее неповреждённом экземпляре IVPP V 4793. Он частично деформирован, у него отсутствует верхняя часть, коронка зуба составляет 6,9 см в длину, 1,3 см на 1,65 см у её основания. По всей длине коронки имеется отчётливый ряд гребней, а промежутки между ними имеют тонкие морщинистые структуры.
Был тесно связан Siamosaurus suteethorni из нижнемеловой формации Сан-Хуа в Таиланде. Внешность зубов также схожа с внешностью зубов спинозаврид из Таиланда и Японии. На данный момент невозможно определить, с какой из этих двух форм Sinopliosaurus fusuiensis связан больше.

## Палеоэкология
В 2010 году изотопный анализ зубов спинозавридов, проведённый Ромейном Амиотом и коллегами, показал, что Sinopliosaurus fusuiensis вёл полуводный образ жизни и имел привычки, схожие с таковыми у водных видов черепах.